# Cabalgata de la Feria de Albacete
La Cabalgata de la Feria de Albacete es una de las tradiciones más populares y multitudinarias de la ciudad española de Albacete. Se realiza anualmente el 7 de septiembre como marco de inicio de la Feria de Albacete. En 2014 contó con la participación de más de 200 000 personas.

## Características
La cabalgata es uno de los eventos más importantes de la Feria de Albacete. Su misión es trasladar la imagen de la Virgen de Los Llanos al Recinto Ferial, culminando con la apertura de la Puerta de Hierros. Dicha apertura se celebra por la noche desde 1909. Hasta ese año la apertura era matinal.
En la cabalgata desfila del orden de un centenar de carrozas acompañadas por charangas, por manchegas ataviadas con el traje típico (de manchega, de serrana o de espigadora), por numerosas peñas y bandas de música que interpretan los temas más conocidos del panorama musical de fiestas. Son comunes las típicas botas de vino y cuerda y platos de comida que se degustan durante la marcha de las peñas.

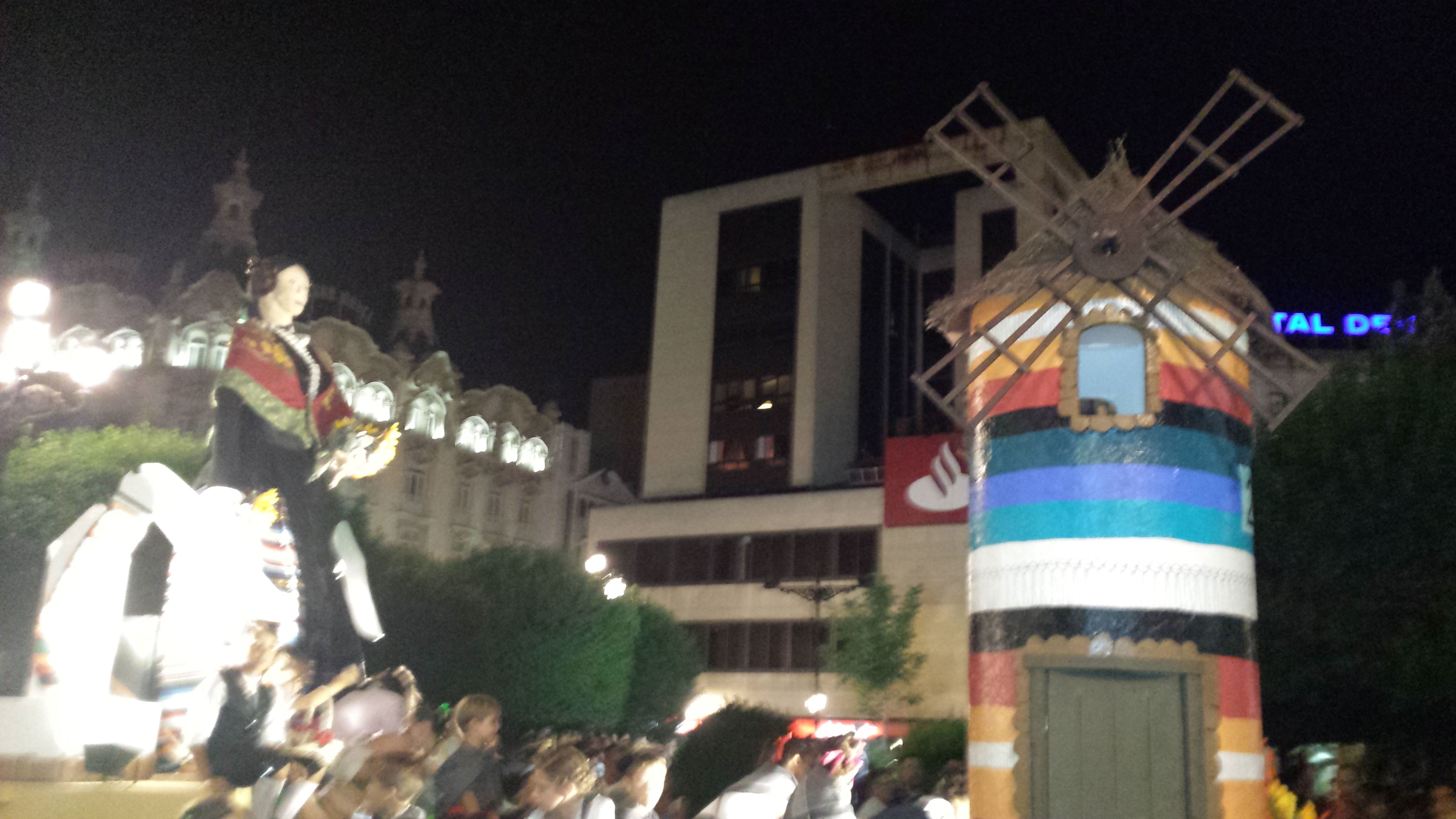
Carroza de la cabalgata discurriendo por la plaza del Altozano

El desfile comienza en la avenida de España y finaliza en la Puerta de Hierros del Recinto Ferial, momento en que el alcalde de la ciudad procede a su apertura bajo fuegos artificiales (sustituidos en 2008 por un espectáculo de luces proyectadas en la Puerta de Hierros y sonido). De este modo comienza oficialmente la feria. 
Tras ello, traslada en sus brazos la imagen de la Virgen de Los Llanos a su capilla de la Feria, donde preside durante diez días la feria en su honor. Excepcionalmente, el desfile de apertura de 1936, desprovisto de su carácter religioso, recorrió la ciudad sin la imagen de la Virgen de Los Llanos.